# Jillian Camarena-Williams
Jillian Camarena-Williams, född 1982, är en amerikansk friidrottare som tävlar i kulstötning.